# Kadirli
Kadirli est une ville et un district de la province d'Osmaniye dans la région méditerranéenne en Turquie. En 2010 elle compte une population de 82 110 habitants.

## Géographie
Le Parc national de Karatepe-Aslantaş se situe sur le territoire du district.

## Histoire
Le site archéologique hittite de Karatepe est situé sur la commune.